# 福山ガス
福山ガス株式会社（ふくやまガス、英: Fukuyama-gas.co.ltd.）は、広島県福山市に本社を置く一般ガス事業者。福山市、岡山県笠岡市の一部に都市ガスの供給を行う。
供給区域内に製鉄所があり、1967年から2008年にかけてコークス炉ガスを供給したが、現在は天然ガスを供給している。

## 沿革
- 1910年（明治43年）4月 - 創業。
- 1911年（明治44年）2月 - 会社設立。
- 1945年（昭和20年）8月 - 戦災により、翌年7月までガスの供給を休止。
- 1967年（昭和42年）11月 - 日本鋼管福山製鉄所（現・JFEスチール西日本製鉄所）より、コークス炉ガスの供給契約締結。
- 2003年（平成15年）5月 - 広島ガスとの共同出資により、瀬戸内パイプライン株式会社を設立。
- 2007年（平成19年）1月 - 天然ガスへの転換を開始、翌年6月に転換を完了。
- 2019年（令和元年）9月 ‐ 岡山県笠岡市茂平、西茂平地区を供給区域とする[2]。

## 事業概要
供給するガスは天然ガスで、水島コンビナートより、広島ガスとの共同出資で設立した瀬戸内パイプラインの導管で受け入れている。

## 技術
コークス炉ガスを供給していた時期に、1991年（酸化鉄系触媒とガス精製装置の開発）と1996年（コークス炉ガスを原料とする高熱量ガスの製造方法の開発）の2度にわたり、日本ガス協会より技術賞を受賞している。